# Aloe challisii
Aloe challisii är en grästrädsväxtart som beskrevs av Van Jaarsv. och A.E.van Wyk. Aloe challisii ingår i släktet Aloe och familjen grästrädsväxter.
Artens utbredningsområde är Mpumalanga. Inga underarter finns listade i Catalogue of Life.